# الحملة العسكرية العراقية على ألقوش 1963
الحملة العسكرية العراقية على ألقوش 1963 أو معركة جبل ألقوش هي حملة عسكرية عراقية ضمن حرب كردستان العراق 1961 - 1970 قامت بها الأفواج الخفيفة أو ما يعرف باسم قوات «الجتا» أو الجحوش بقيادة الزعيم خليل جاسم الدباغ لإعادة سيطرة الحكومة المركزية العراقية على جبل ألقوش وبلدة ألقوش في شمال العراق في محافظة نينوى تحديدا، وطرد الشيوعيين وجيش الأنصار المتحالف مع البيشمركة يوم 7 تموز 1963 بعد انسحاب الحملة الأولى يوم 30 حزيران 1963 من ألقوش. وكانت القوة تتألف من الجحوش البريفكانيين المتمرسين بفنون القتال الجبلي وهم في غالبيتهم من الأكراد والمسيحيين من نروة وريكان. واستطاعت هذه القوات مع غروب الشمس من التقدم إلى قمة جبل ألقوش ومحاصرة جيش الأنصار والقضاء عليهم وتطهير المنطقة بعد قتال عنيف.

## نتائج المعركة
تم تطهير بلدة القوش من العناصر الشيوعية المسلحة وإلقاء القبض على عدد كبير من الشيوعيين المسلحين الفارين وقتل البعض الآخر منهم بعد مقاومة، بينما هرب توما توماس وبعض المسلحين الآخرين من عناصر جيش الأنصار شمالًا للالتحاق بالحركة الكردية المسلحة حتى منتصف السبعينيات.